# Heinze (Familienname)
Heinze ist ein deutscher Familienname.

## Namensträger

### A
- Albrecht Heinze (1921–2014), deutscher Wirtschaftswissenschaftler und Hochschullehrer
- Alexander Clarus Heinze (1806–1856), deutscher Schriftsteller, Gutsbesitzer und Politiker
- André Heinze (1961–2013), deutscher Theologe
- Arne-Patrik Heinze (* 1978), deutscher Autor, Rechtswissenschaftler und Fachanwalt für Verwaltungsrecht

### B
- Balthasar Heinrich Heinze (Balthasar Heinrich Heinsius; 1665–1744), deutscher Theologe
- Bergit Heinze (* 1955), Ruderin aus der DDR
- Bernard Heinze (1894–1982), australischer Musiker, Dirigent und Musikpädagoge
- Bernd Heinze (Fotograf) (* 1947), deutscher Fotograf und Bürgerrechtler
- Bernd Heinze (Diplomat) (* 1960), deutscher Diplomat

### C
- Carl Friedrich Heinze (1788–1829), deutscher Beamter
- Carsten Heinze (* 1969), deutscher Pädagoge und Hochschullehrer
- Cheryll Heinze (1946–2012), US-amerikanische Politikerin
- Christian Heinze (* 1941), deutscher Maler und Grafiker
- Christian Heinze (* 1976), deutscher Jurist und Hochschullehrer
- Christine Heinze (* 1949), deutsche Schauspielerin

### D
- Dieter Heinze (1928–2005), deutscher Diplomat und Kulturfunktionär
- Doreen Heinze (* 1996), deutsche Radsportlerin
- Doris Heinze (* 1949), deutsche Drehbuchautorin und Redakteurin

### E
- Eckart Heinze (1922–1979), deutscher Journalist und Schriftsteller
- Edwin P. A. Heinze ( -1945), deutscher Journalist, Chefredakteur der Zeitschrift „Motor und Sport“, Verfasser des Buches "Du und der Motor"
- Erika Simmank-Heinze (1927–2023), deutsche Bühnen- und Kostümbildnerin, Malerin und Grafikerin

### F
- Franz Heinze (1931–2011), deutscher Orgelbauer
- Frieder Heinze (* 1950), deutscher Maler, Grafiker und Objektkünstler
- Friedrich Heinze (Widerstandskämpfer) (1889–1945), deutscher Widerstandskämpfer
- Friedrich Adolf von Heinze (1768–1832), deutscher Mediziner und Politiker, Bürgermeister von Lübeck
- Fritz Heinze (1904–1958), deutscher Werbegrafiker und Fotograf
- Fritz Augustus Heinze (1869–1914), US-amerikanischer Industrieller

### G
- Gabriel Heinze (* 1978), argentinischer Fußballspieler
- Gerhard Heinze (* 1948), deutscher Fußballspieler
- Gregor Heinze (* 1980), deutscher Musiker, Komponist und Produzent
- Gudrun Heinze (* 1939), klinische Psychologin und Kunsthistorikerin, siehe Gudrun Fritsch
- Günther Heinze (Sportfunktionär) (1923–2020), deutscher Sportfunktionär
- Günther Heinze (Politiker) (1925–2010), deutscher Schmied und Politiker
- Günther Heinze (Orgelbauer), deutscher Orgelbauer
- Gustav Heinze (Friedrich Ernst Gustav Heinze; 1874–1949), deutscher Orgelbauer, siehe Heinze (Orgelbauerfamilie)
- Gustav Adolf Heinze (1820–1904), deutsch-niederländischer Komponist

### H
- Hans Heinze (1895–1983), deutscher Mediziner, Psychiater
- Hans-Jochen Heinze (* 1953), deutscher Mediziner und Neurologe
- Harald Heinze (Schriftsteller) (* 1940), deutscher Schriftsteller
- Harald Heinze (Politiker, 1941) (* 1941), deutscher Kommunalpolitiker (SPD)
- Harald Heinze (Politiker, 1958) (* 1958), deutscher Politiker (DVU)
- Hellmuth Heinze (1892–1979), deutscher Altphilologe und Pädagoge
- Helmut Heinze (Richter) (1917–2007), deutscher Richter
- Helmut Heinze (Bildhauer) (* 1932), deutscher Bildhauer
- Helmut Bruno Heinze (1937–2013), deutscher Politiker (NPD)
- Henriette Heinze (* 1973), deutsche Schauspielerin
- Henriette Heinze-Berg (1809–1892), deutsche Tänzerin, Schauspielerin, Sängerin (Sopran), Librettistin und Übersetzerin
- Herbert Heinze (1925–2011), deutscher Fußballspieler
- Hermann Heinze (Unternehmer) (1860–1920), deutscher Cafetier
- Hermann Heinze (Architekt) (1878–1930), deutscher Architekt
- Horst Heinze, deutscher Eishockeyspieler

### J
- Johann Michael Heinze (1717–1790), deutscher Pädagoge
- Julia Heinze (* 1978), deutsche Schauspielerin
- Jürgen Heinze (* 1957), deutscher Biologe

### K
- Karoline Heinze (* 1993), deutsche Fußballspielerin
- Katja Heinze (* 1969), Chemikerin und Hochschullehrerin
- Katrin Heinze (* 1968 oder 1969), deutsche Tischtennisspielerin
- Kerstin Heinze-Grohmann (* 1968), deutsche multimedial arbeitende bildende Künstlerin
- Konrad Heinze (1943–2020), deutscher Kommunalpolitiker
- Kurt Heinze (1907–1957), deutscher Schriftsteller und Politiker, siehe Peter Nell
- Kurt Heinze (1907–1998), deutscher Biologe

### L
- Lasse Heinze (* 1986), dänischer Fußballspieler
- Lothar Heinze (1905–1969), deutscher Orgelbauer, siehe Heinze (Orgelbauerfamilie)
- Lucie Heinze (* 1988), deutsche Schauspielerin

### M
- Madeleine Touros d’Heinze (1729–1810), deutscher Generalmajor und Ingenieur
- Manfred Heinze (* 1959), deutscher Maler, Autor und Objektkünstler
- Mara Heinze-Hoferichter (geb. Emma Luise Margarete Hoferichter; 1887–1958), deutsche Schriftstellerin
- Marie Gey-Heinze (1881–1908), deutsche Malerin und Grafikerin
- Martin Heinze (Ringer) (* 1939), deutscher Ringer
- Martin Heinze (Mediziner) (* 1961), deutscher Psychiater und Psychotherapeut
- Martin Heinze (Musiker) (* 1965), deutscher Kontrabassist
- Martin Heinze (Fußballspieler) (* 1983), dänischer Fußballspieler
- Max Heinze (1835–1909), deutscher Philosophiehistoriker
- Meinhard Heinze (1943–2003), deutscher Rechtswissenschaftler
- Michael Heinze (Politiker) (1956–2024), deutscher Politiker (Die Linke)
- Michael Heinze (Drehbuchautor) (* 1972), deutscher Dreh- und Hörspielautor

### N
- Nadine Heinze (* 1980), deutsche Drehbuchautorin und Regisseurin
- Norbert Heinze (* 1936), deutscher Diplomat

### R
- Reinhold Heinze (Orgelbauer) (1902–1984), deutscher Orgelbauer
- Richard Heinze (Philologe) (1867–1929), deutscher Klassischer Philologe
- Richard Heinze (Unternehmer) (* 1867; † nach 1939), deutscher Tuchfabrikant und Preußischer Provinzialrat
- Richard Heinze (Schauspieler) (* 1997), deutscher Schauspieler
- Rolf G. Heinze (* 1951), deutscher Soziologe
- Rosemarie Kaufmann-Heinze (1948–1998), deutsche Grafikerin, Illustratorin und Performancekünstlerin
- Rüdiger Heinze (* 1971), deutscher Filmproduzent und Drehbuchautor
- Rudolf Heinze (Jurist, 1825) (1825–1896), deutscher Jurist, Hochschullehrer und Politiker
- Rudolf Heinze (1865–1928), deutscher Jurist und Politiker
- Rudolf Heinze (Generaldirektor) (* 1932), Wirtschaftsfunktionär in der DDR

### S
- Siegurd Heinze (* 1961), deutscher Politiker
- Steve Heinze (* 1970), US-amerikanischer Eishockeyspieler
- Suse Heinze (1920–2018), deutsche Kunstspringerin

### T
- Thomas Heinze (Kulturwissenschaftler) (* 1942), deutscher Kulturwissenschaftler
- Thomas Heinze (* 1964), deutsch-amerikanischer Schauspieler
- Thomas Heinze (Soziologe) (* 1974), deutscher Soziologe
- Timo Heinze (* 1986), deutscher Fußballspieler

### U
- Ulrich Heinze (* 1966), deutscher Soziologe und Medientheoretiker
- Ursula Heinze de Lorenzo (* 1941), spanische Schriftstellerin

### V
- Vitus Heinze (1909–1988), deutscher Politiker (CDU)
- Volker Heinze (Fotograf) (* 1959), deutscher Fotograf
- Volker Heinze (Musiker) (* 1962), deutscher Jazzbassist
- Volker Heinze (Künstler), deutscher Bildender Künstler

### W
- Walter Heinze (Admiral) (1878–1948), deutscher Konteradmiral
- Walter Heinze (Politiker) (1897–??), deutscher Politiker (SPD)
- Walter Heinze (Ingenieur) (1899–1987), deutscher Ingenieur und Hochschullehrer
- Walter Heinze (Widerstandskämpfer) (1900–1933), deutscher Widerstandskämpfer
- Walter Enrique Heinze (1943–2005), argentinischer  Gitarrist und Komponist
- Werner Heinze (* 1955), deutscher Maler
- Willi Heinze (1910–1945), deutscher Widerstandskämpfer
- Woldemar Heinze (1927–2012), deutscher Botaniker und Hochschullehrer
- Wolfgang Heinze (Widerstandskämpfer) (1911–1945), deutscher Jurist und Widerstandskämpfer
- Wolfgang Heinze (Politiker) (* 1944), deutscher Landwirt und Politiker (Die Linke)